# ことばあそびうた
ことばあそびうたとは、詩・谷川俊太郎、絵・瀬川康男による絵本。また、谷川の詩に作曲した合唱組曲。

## 絵本の概要
1973年（昭和48年）に福音館書店から「日本傑作絵本シリーズ」のひとつとして出版された。全15編で、書き下ろしの「ののはな」以外は福音館書店の雑誌「母の友」に連載されたものを再構成した。日本人の耳を楽しませるほどの強い音韻性を、規則にしばられずに試み、わらべ唄に見られるようなポエジーやユーモアのある世界を、ひらがな表記で作品化した。音の面白さを出すために、頭韻・脚韻だけでは足りず、多量に押韻しているのが特徴である。発表当初より反響が大きく、収録されている詩の中には小学校の国語教科書に採用されたものもある。
第2集にあたる「ことばあそびうた また」が1981年に、やはり谷川・瀬川のコンビで福音館書店から出版されている。

## 合唱曲
谷川の詩は強い音韻性を有することから、合唱曲の題材として好まれ、多くの作曲家が谷川の詩に曲をつけているが、中でも新実徳英の作品の評価が高い。
1975年、東京藝術大学大学院在学中の新実は全日本合唱連盟の「創作合唱曲公募」（朝日作曲賞の前身）に応募するため、女声三部合唱＋ピアノによる全4曲の組曲「ことばあそびうた」（以下、便宜上「ことばあそびうたI」とする）を「一気に2週間で書き上げた」。新実にとって初めて作曲した合唱曲であり、結果、入選を果たす。
「日本のわらべうたにペンタトニックやそれに類する音階だけで伴奏をつけると、見るも無残なことになる。かといって、ドミナント-トニックの機能和声じゃ、余りにも武骨で芸がない」として、新実はかつて傾斜したドビュッシーやラヴェルに見られる教会旋法に対する和声づけの応用でわらべうたの編曲を試みていた。その後、谷川の絵本を手に取った新実は「『ことばあそびうた』こそ日本のわらべうたの世界を新たな地平に向かって放り投げてくれるものだと確信した。新わらべうた-これが<ことばあそびうた>作曲時のコンセプトであった」として、谷川の詩への作曲に取り組む。また、新実は高校時代から長く合唱に親しんでいたことから「時には学業そっちのけで熱中した合唱音楽のジャンルに、いや熱中したジャンルであるからこそ、どんなにささやかでも良いから自分のページを付け加えたいというのが芸大入学後の自分の夢の一つだった」として、合唱に対する強い熱意が作曲を後押しした。
「ことばあそびうたI」について西村朗は「演奏する人たちが楽しんで歌えて、しかも努力目標が明解である。そしてこれは「ことばあそび」ですから、抒情的・情念的な世界ではないですよね。ことばのおもしろさと音のおもしろさを結びつけている。こういうセンスはさすがだな、と思いました。以来、新実さんの作品が作風や題材の変遷こそあれ、一貫して合唱団から受け入れられている一つの理由がここにあるんじゃないでしょうか」と評している。
1977年には続編として、男声四部合唱＋ピアノによる全4曲の組曲「ことばあそびうたII」を発表している。

### 曲目
I、IIとも、全4曲からなる。
I
1. やんま
転調と変拍子が連続する。平成2年度全日本合唱コンクール課題曲。
2. だって
ハ長調。終始8分の5拍子でリズムを刻む。
3. いるか
4. かぞえうた

II
1. かっぱ
昭和56年度全日本合唱コンクール課題曲。
2. うとてとこ
3. たそがれ
4. さる

## 楽譜
Iはカワイ出版から、IIは音楽之友社から出版されているが、いずれも受注生産となっている。